# Thời gian lao động xã hội cần thiết

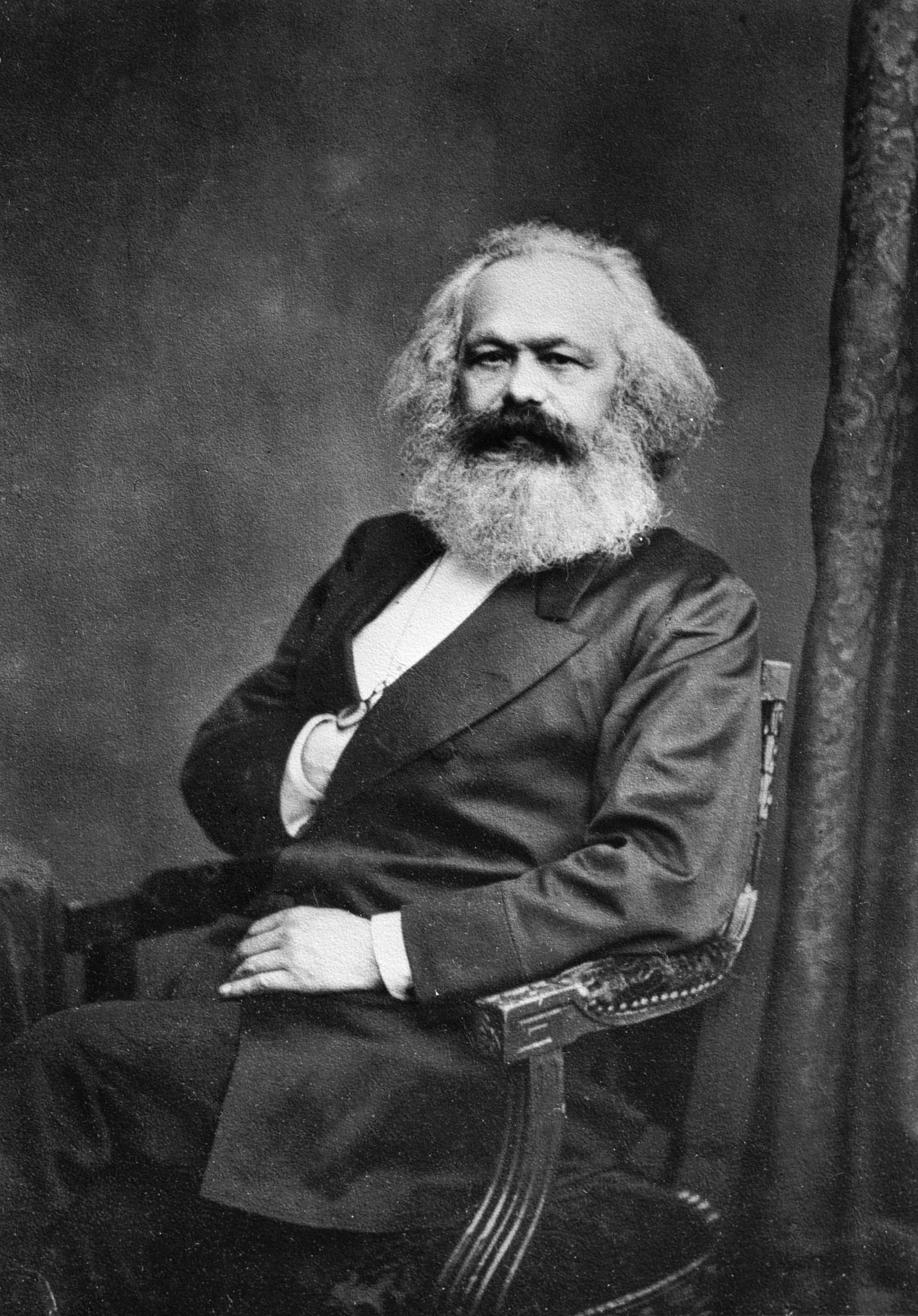
Mác

Trong kinh tế chính trị Marx-Lenin, thời gian lao động xã hội cần thiết là khoảng thời gian lao động cần phải tiêu tốn để sản xuất ra một hàng hóa nào đó trong những điều kiện sản xuất bình thường của xã hội với một trình độ trang thiết bị trung bình, với một trình độ thành thạo trung bình và một cường độ lao động trung bình trong xã hội ở thời điểm đó. Thời gian lao động xã hội cần thiết để sản xuất ra một hàng hóa sẽ quyết định đại lượng giá trị của hàng hóa đó.

## Tính chất
Về bản chất, thời gian lao động xã hội cần thiết chính là mức hao phí lao động xã hội trung bình (thời gian lao động xã hội trung bình) để sản xuất ra hàng hóa. Thông thường thời gian lao động xã hội cần thiết gần sát với thời gian lao động cá biệt (mức hao phí lao động cá biệt) của người sản xuất hàng hóa nào cung cấp đại bộ phận hàng hóa đó trên thị trường.
Thời gian lao động xã hội cần thiết là một đại lượng không cố định vì rằng trình độ thành thạo trung bình, cường độ lao động trung bình, điều kiện trang bị kỹ thuật trung bình của xã hội ở mỗi nước khác nhau là khác nhau (có nước phát triển, có nước chậm phát triển) và thay đổi theo sự phát triển của lực lượng sản xuất. Khi thời gian lao động xã hội cần thiết thay đổi (cao hay thấp) thì lượng giá trị của hàng hóa cũng sẽ thay đổi.
Thời gian lao động cần thiết là thời gian để tồn tại của giá trị con người...quyết định hành động mà con người được đánh giá cùng tồn tại với giá trị đó

## Ý nghĩa
Khái niệm này dùng để bổ sung, giải thích cho khái niệm giá trị của hàng hóa. Theo đó, giá trị của hàng hóa là do lao động xã hội, lao động trừu tượng của người sản xuất hàng hóa kết tinh trong hàng hóa. Và lượng giá trị của hàng hóa được đo bằng lượng lao động tiêu hao để sản xuất ra hàng hóa đó và lượng lao động tiêu hao ấy được tính bằng thời gian lao động.
Như vậy, việc dùng đại lượng thời gian lao động để đo giá trị của sản phẩm, hàng hóa có thể dẫn đến mâu thuẫn và gây ngộ nhận rằng người sản xuất ra hàng hóa hay người lao động càng làm biếng hay càng vụng về bao nhiêu thì lượng giá trị hàng hóa của anh ta lại càng lớn bấy nhiêu, vì anh ta càng phải dùng nhiều thời gian hơn để sản xuất ra hàng hóa đó. Như vậy sẽ dẫn đến trường hợp một người làm việc chậm chạp, lê mề, làm việc mất thời gian thì hàng hóa của anh ta tạo ra sẽ có giá trị lớn (vì giá trị là thời gian lao động hao phí, thời gian hao phí càng nhiều thì giá trị càng lớn?)
Chính vì vậy, Các Mác mới đưa ra khái niệm Lao động xã hội cần thiết để giải thích cụ thể, theo đó lao động tạo thành thực thể của giá trị là thứ lao động giống nhau của con người và là chi phí của cùng một sức lao động của con người cho nên nó có tính chất của một sức lao động xã hội trung bình. Do đó, để sản xuất ra một hàng hóa nhất định, chỉ cần dùng một thời gian lao động trung bình cần thiết hoặc "thời gian lao động xã hội cần thiết".
Điều đó cũng có nghĩa là, trong thực tế, có nhiều người cùng sản xuất một loại hàng hóa, nhưng điều kiện sản xuất, trình độ tay nghề, năng suất lao động khác nhau, do đó thời gian lao động hao phí để sản xuất ra hàng hóa đó là khác nhau, tức là có mức hao phí lao động cá biệt khác nhau. Thế nhưng lượng giá trị của hàng hóa không phải do mức hao phí lao động cá biệt hay thời gian lao động cá biệt quy định, mà nó được đo bởi thời gian lao động xã hội cần thiết.
Cụ thể là khi mua bán, mặc cả một loại hàng hóa thì yếu tố thời gian lao động hao phí tạo ra là một trong những yếu tố quyết định đến giá trị của hàng hóa, tuy nhiên thời gian này không phụ thuộc vào định giá của người bán (căn cứ vào thời gian mà họ hao phí để sản xuất) mà sẽ do người mua (cùng người bán) đánh giá giá trị thực dựa trên căn cứ chung trong toàn xã hội (giá thị trường) để trả giá. Và nếu người sản xuất muốn càng nhiều lợi nhuận thì họ phải rút ngắn thời giao lao động của họ xuống càng thấp với thời gian lao động cần thiết (tính theo mặt bằng chung của xã hội hay vùng miền) để dồi ra phần giá trị chênh lệch giữa thời gian lao động xã hội cần thiết đó với thời gian lao động thực tế của họ (đã rút ngắn).